# ایمبروگه
ایمبروگه (به هلندی: Eembrugge) یک شهرک با حقوق شهرک و روستای سابق و روستا در هلند است که در بارن (هلند) واقع شده‌است. ایمبروگه ۱۳۰ نفر جمعیت دارد.